# Eduard Crasemann
Eduard Crasemann (Hamburgo, 5 de março de 1891 - Werl, 28 de Abril de 1950) foi um general alemão. Comandante de divisões e foi capturado nos últimos dias de guerra, tendo falecido em cativeiro.

## Biografia
Eduard Crasemann foi um oficial cadete em 1910. Ele serviu em várias unidades de artilharia durante a Primeira Guerra Mundial (1914-18). Ele encerrou a guerra como um Hauptmann e deixou o Exército em 1919.
Se re-alistou na Wehrmacht em 1936 retornando ao serviço ativo em 1939. Ele era um Major no início da Segunda Guerra Mundial e comandante de bateria no Art. Rgt.73.Se tornou um Oberst em 1 de Fevereiro de 1942, Generalmajor em 1 de Outubro de 1944, Generalleutnant em 27 de Fevereiro de 1945 e General der Artillerie em 20 de Abril de 1945.
Durante este período foi o comandante oficial de uma Pz.Div. (26 de Maio de 1942, m.d.F.b.) e Pz.Art.Rgt. 116 (20 de Abril de 1943). Após assumiu o comando do Arko 143 e após o comando oficial da 26ª Divisão Panzer (6 de Julho de 1944) e o comando do XII.SS-Korps (29 de Janeiro de 1945, m.d.F.b.).
Foi capturado pelos Britânicos em 16 de Abril de 1945, e veio a falecer em cativeiro em Werl no dia 28 de Abril de 1950.

## Condecorações
Foi condecorado com a Cruz de Cavaleiro da Cruz de Ferro (26 de Dezembro de 1941), com Folhas de Carvalho (18 de Dezembro de 1944, n° 683) e a Cruz Germânica em Ouro (1 de Novembro de 1943).